# Быковский сельсовет (Башкортостан)
Быковский сельсове́т — упразднённая в 2008 году административно-территориальная единица и сельское поселение (тип муниципального образования) в составе Благовещенского района. Почтовый индекс — 453437. Код ОКАТО — 80215810000. Объединён с сельским поселением Старонадеждинский сельсовет.
Главная река: Уфа.

## Состав сельсовета
Село Ахлыстино — административный центр, деревни Аркаул, Быково, Берёзовая Поляна, Варьяз, Владимировка, Укман.

## История
Закон Республики Башкортостан от 19.11.2008 N 49-з «Об изменениях в административно-территориальном устройстве Республики Башкортостан в связи с объединением отдельных сельсоветов и передачей населённых пунктов», ст.1 п.  13) гласил:

 "Внести следующие изменения в административно-территориальное устройство Республики Башкортостан:
 по Благовещенскому району:

объединить Старонадеждинский и Быковский сельсоветы с сохранением наименования «Старонадеждинский» с административным центром в селе Старонадеждино.
Включить село Ахлыстино, деревни Аркаул, Берёзовая Поляна, Быково, Варьяз, Владимировка, Укман Быковского сельсовета в состав
Старонадеждинского сельсовета.

Утвердить границы Старонадеждинского сельсовета согласно представленной схематической карте.

Исключить из учётных данных Быковский сельсовет
На 2008 год граничил с Нуримановским районом, муниципальными образованиями: Старонадеждинский сельсовет, Ильино-Полянский сельсовет («Закон Республики Башкортостан от 17.12.2004 N 126-з (ред. от 19.11.2008) „О границах, статусе и административных центрах муниципальных образований в Республике Башкортостан“»).

## Известные жители
- Пенкин, Александр Александрович (1942) — контр-адмирал.